# Krty-Hradec
Krty-Hradec – miejscowość i gmina (obec) w Czechach, w kraju południowoczeskim, w powiecie Strakonice. W 2022 roku liczyła 139 mieszkańców.